# Makrahar
Makrahar – gaun wikas samiti w zachodniej części Nepalu w strefie Lumbini w dystrykcie Rupandehi. Według nepalskiego spisu powszechnego z 2001 roku liczył on 2752 gospodarstw domowych i 14420 mieszkańców (7515 kobiet i 6905 mężczyzn).